# Nicolas de Nassau
Nicolas Guillaume de Nassau, prince de Nassau, est né à Biebrich, le 20 septembre 1832, et est décédé à Wiesbaden, le 17 septembre 1905. Dernier fils du duc Guillaume de Nassau, c’est un militaire allemand au service de l’Autriche ainsi qu’un candidat à l’élection au trône de Grèce de 1862-1863. 

## Famille
Nicolas de Nassau est le fils du duc souverain Guillaume de Nassau (1792-1839) et de sa seconde épouse la princesse Pauline de Wurtemberg (1810-1856), elle-même petite-fille du roi Frédéric Ier de Wurtemberg (1754-1816). Nicolas de Nassau est donc le demi-frère du grand-duc Adolphe de Luxembourg (1817-1905).
Le 1er juillet 1868, le prince Nicolas épouse morganatiquement, à Londres, l'aristocrate russe Natalya Alexandrovna Pouchkine (1836-1913), fille de l’écrivain Alexandre Pouchkine (1799-1837) et de son épouse Natalia Nikolaïevna Gontcharova (1812-1863). La jeune femme, qui vient de divorcer du général russe Mikhail Leontievich von Dubelt pour épouser Nicolas, est donc une descendante du prince camerounais ou éthiopien ou érythréen (cf. biographie) Abraham Hanibal (1696-1781).

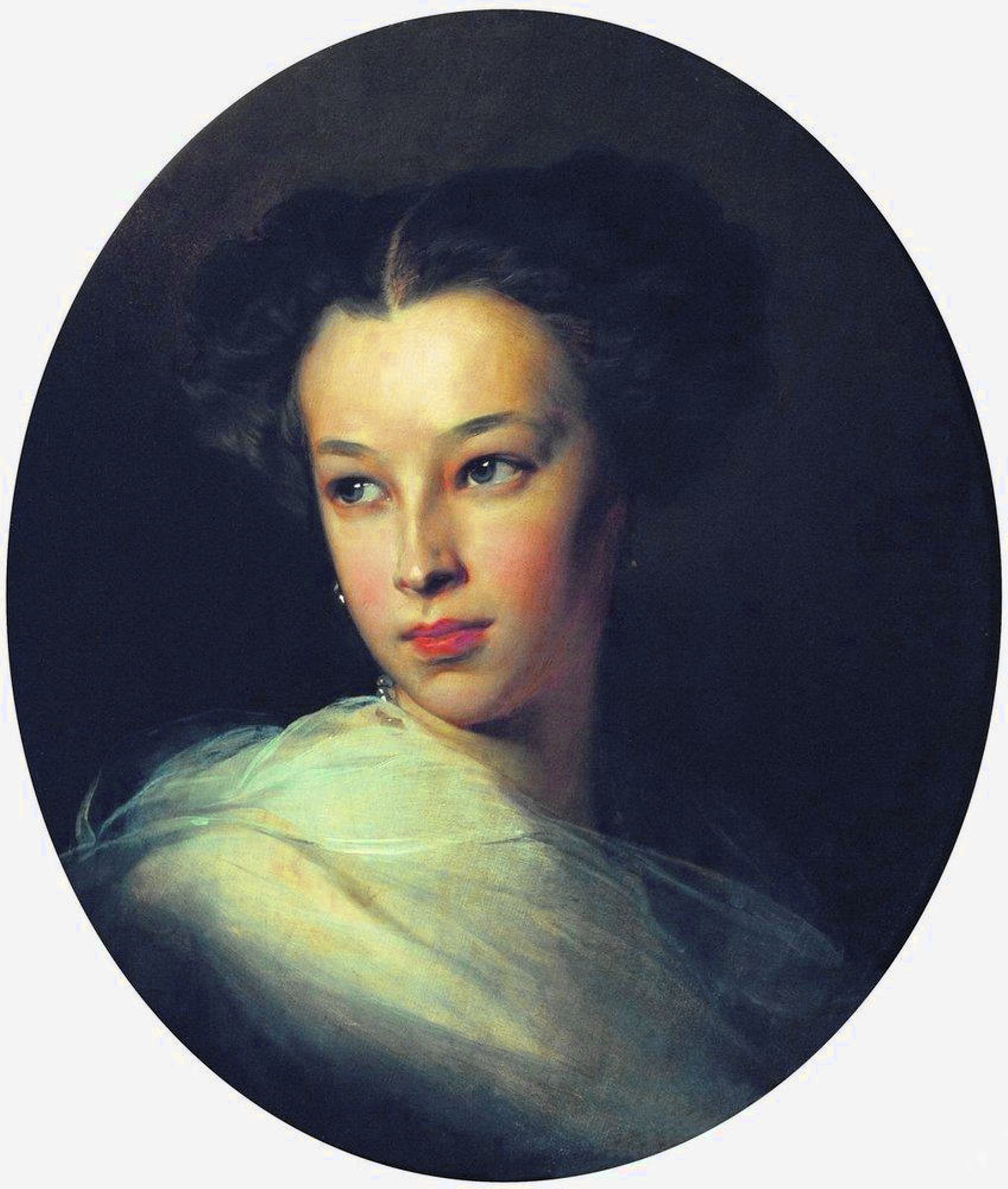
Natalia Alexandrovna Pouchkine, comtesse de Merenberg.

Du mariage de Nicolas et de Natalia naissent trois enfants :
- Sophie von Merenberg (1868-1927), comtesse de Torby, qui épouse à San Remo, en Italie, le 26 février 1891, le grand-duc Michel Mikhaïlovitch de Russie (1861-1929) (union considérée comme morganatique par la cour de Russie);
- Alexandrine de Merenberg (1869 -1950), qui épouse à Londres, en 1914, don Maximo de Elia (1851-1929) ;
- Georges Nicolas de Merenberg (de) (1871-1948), comte de Merenberg, qui épouse d’abord, à Nice, le 12 mai 1895, la princesse Olga Alexandrovna Yourievska (1873-1925), fille morganatique du tsar Alexandre II de Russie et de sa seconde épouse Ekaterina Mikhaïlovna Dolgoroukova, puis, à  Wiesbaden, le 2 janvier 1930, Adelheid Moran-Brambeer (1875-1942).

## Biographie
Issu d’une petite maison souveraine allemande, le prince Nicolas de Nassau suit une carrière militaire qui le conduit notamment à combattre la France durant la Guerre d’Italie de 1859.
Après la déposition du roi Othon Ier de Grèce par une révolution en 1862, le gouvernement britannique envisage de faire du prince Nicolas son candidat à l’élection au trône. De fait, Nicolas professe des opinions libérales et le Premier ministre britannique Lord Palmerston est convaincu qu’il sera un bon souverain. Le prince a, par ailleurs, l’avantage d’avoir épousé une aristocrate russe qui appartient à l’Église orthodoxe et qui devrait donc rassurer les Grecs sur la religion de leur futur souverain. Cependant, l’empereur Napoléon III rejette la candidature de Nicolas de Nassau car le prince a combattu les armées françaises par le passé. C’est donc finalement le prince Guillaume de Danemark qui est élu à la tête du royaume de Grèce en 1863. 
En 1866, le Duché de Nassau est annexé par la Prusse qu verse une indemnité substantielle au duc Adolphe, frère de Nicolas. En 1890, le duc Adolphe hérite du trône de Luxembourg. 
Nicolas meurt à 73 ans le 17 septembre 1905 suivi de près par son frère le grand-duc Adolphe. Le fils du grand-duc Adolphe monte sur le trône sous le nom de Guillaume IV de Luxembourg mais il n'a que des filles et le Luxembourg est régi par la Loi salique qui écarte les filles de la succession grand-ducale. Le seul héritier en ligne masculine du grand-duc est son cousin Georges de Merenberg, fils de Nicolas, mais le jeune homme est issu d'une union morganatique et Guillaume préfère le déclarer non-dynaste et abroger la loi salique. Sa fille Adélaïde lui succédera.